# Interferó tipus III
Els interferons de tipus III (IFN) són un subgrup de d'interferons que consta de quatre molècules d'IFN-λ (lambda) anomenades IFN-λ1, IFN-λ2, IFN-λ3 (també conegudes com a IL29, IL28A i IL28B respectivament), i IFN-λ4. They were discovered in 2003. Van ser descoberts el 2003. [2] La seva funció és similar a la dels interferons tipus I, però és menys intensa i serveix principalment com a defensa de primera línia contra virus en l'epiteli.